# Большой фруктоядный листонос
Большо́й фруктоя́дный листоно́с (лат. Artibeus lituratus) — вид летучих мышей семейства листоносых, обитающий в Центральной и Южной Америке.

## Описание
Длина тела от 87 до 101 мм, длина предплечья от 69 до 78 мм, длина стопы от 17 до 21 мм, длина ушей от 22 до 25 мм, масса до 73 грамм.
Шерсть короткая и гладкая, покрывает ноги. Окраска шерсти на спине от желтовато-коричневого до тёмно-коричневого цвета, брюхо серовато-бурое. Морда короткая и широкая. Лист носа хорошо развит, ланцетный. Имеется две светлые полосы по обеим сторонам морды. Мембраны крыльев черноватые. Хвост отсутствует.
Кариотип: 2n = 30 (самки) 31 (самцы) FNa = 56.

## Распространение
Ареал вида охватывает территорию следующих стран: Аргентина, Барбадос, Белиз, Боливия, Бразилия, Колумбия, Коста-Рика, Эквадор, Сальвадор, Гренада, Гватемала, Гондурас, Мартиника, Мексика, Никарагуа, Панама, Перу, Сент-Люсия, Сент-Винсент и Гренадины, Тринидад и Тобаго, Венесуэла. Встречается в лиственных и полу-вечнозелёных лесах на высоте до 1700 метров над уровнем моря.

## Образ жизни
Плодоядные. Ведут ночной образ жизни, днём укрываются в пещерах, туннелях, дуплах деревьев и в густой листве. Держатся группами до 20 особей.